# Berry (província)
Berry foi uma província da França durante o Antigo Regime com capital em Bourges. Com a reforma da administração do território francês de 1790 o seu território foi dividido entre os departamentos de Cher, Indre e Loiret.
Berry é uma província histórica francesa cujo território se divide, actualmente, entre os departamentos de Cher e Indre, na região Centro-Vale do Loire. Está cheia de arquitectura e natureza desde os jardins do priorado de Orsan ou as vinhas nas ladeiras de Sancerrois, até aos castelos de Ainay-le-Vieil, Argy, Bourges, Meillant ou Valençay. 

## Património
- Abadia de Noirlac
- Casa da escritora George Sand, aberta ao público
- Catedral de Bourges, joia do gótico francês
- Aldeias bonitas como Apremont-sur-Allier, Gargilesse-Dampierre ou Saint-Benoît-du-Sault.